# Бокс за жене
Иако су жене учествовале у боксу готово све док је спорт постојао, женске борбе су биле забрањиване у већем делу историје овог спорта, тако да су атлетски комесари одбијали да санкционишу или издају дозволе женама боксеркама, а већина земаља званично забрањује овај спорт. Извештаји о женама које улазе у ринг потичу још из 18. века. 

## Историја
Женски бокс сеже бар до почетка 18. века, када се Елизабет Вилкинсон борила у Лондону. Као европска шампионка, борила се и са мушкарцима и са женама. У оне дане, правила бокса омогућавала су ударање, бацање противника и друге методе напада које нису део данашњих правила. 
Током 1920-их, професор Ендру Њутон основао је женски боксерски клуб у Лондону. Међутим, женски бокс је био изузетно контроверзан. Почетком 1926. године, веће Шоредича забранило је договорени изложбени меч између боксерки Ени Њутон и Маџ Бејкер. Покушај да се меч одржи у оближњем Хакнију поражен је кампањом коју је водио градоначелник градића, а која је гласила: „Сматрам да је ова предложена борба жена задовољење сензуалних идеала гомиле вулгарних мушкараца.“ Домаћи секретар Сер Вилијам Џонсон Хикс био је међу онима који су се супротставили мечу, тврдећи да "Законодавац никада није замислио да ће таква срамотна борба бити организована у овој земљи." 
Женски бокс први пут се појавио на Олимпијским играма на демонстрацијском окршају 1904. године. Њен препород је покренула Шведска аматерска боксерска асоцијација, која је санкционисала догађаје за жене 1988. године. Британско аматерско боксерско удружење санкционисало је своје прво такмичење у боксу за жене 1997. године. Прво је требало да буде између две тринаестогодишњаке, али се једна од њих повукла због непријатељске медијске пажње. Четири недеље касније, одржан је догађај између две шеснаестогодишњаке - Сузан Макгрегор и Џоан Кауторн. Међународно боксерско удружење (аматерско) прихватило је нова правила за женски бокс крајем 20. века и одобрило први европски куп за жене 1999. и прво светско првенство за жене 2001. године.
Женски бокс није представљен на Олимпијским играма 2008. године; међутим, 14. августа 2009. године објављено је да је Извршни одбор Међународног олимпијског комитета одобрио укључивање женског бокса у Лондону за Олимпијске игре 2012. године, супротно очекивањима неких посматрача. Међународни олимпијски комитет договорио је да на Олимпијске игре у Лондону 2012. године уврсти и три додатне тежинске категорије жена. Међутим, нова „женска боксерска одлика која је прилагођена роду“ била је у изради, због чега ће жене морати да носе сукње током такмичења. Традиционално осећање родне улоге било је истакнуто на вестима о женама и сукњама. Тада су тренери боксерки коментарисали: „Жене су створене за лепоту и да не примају ударце по глави“ и „Ношењем сукњи ... оставља добар утисак, женски утисак“. Питање је широко занемарено све док аматерска боксерка и лондонска студенткиња Елизабет Планк није покренула петицију како би укинула ношење сукњи у рингу. 
Иако су се жене професионално бориле у многим земљама, у Великој Британији је Боксерски комитет одбио да издаје лиценце женама све до 1998. године.  До краја века су, међутим, су издали пет таквих дозвола. Прва санкционисана свађа између жена била је у новембру 1998. у Стритаму у Лондону, између Џејн Кауч и Симоне Лукић.

## Разлике између мушких и женских боксерских смерница
Од 2017. године, једине разлике између мушког и женског бокса су оне које се односе на сигурност боксера и боксерки:
- штитници за главу неопходни су за боксерске женке било ког доба

- саветује се гард за чување груди у току борбе

- трудним спортисткињама није дозвољено да се боре